# Имам нешто важно да вам кажем
Имам нешто важно да вам кажем је црногорски филм снимљен 2005. године који је режирао Жељко Сошић.

## Улоге
| Глумац           | Улога     |
| ---------------- | --------- |
| Бојан Маровић    | Балша     |
| Драган Николић   | Професор  |
| Наташа Нинковић  | Мајка     |
| Бранимир Поповић | Отац      |
| Дејан Иванић     | Десан     |
| Марина Савић     | Тина      |
| Милан Гутовић    | Директор  |
| Варја Ђукић      | Водитељка |

## Награде
- Врњачка Бања: Трећа награда за сценарио